# Янки (гміна Грубешів)
Янки (пол. Janki; укр. Янки) — село в Польщі, у гміні Грубешів Грубешівського повіту Люблінського воєводства.
Населення — 270 осіб (2011).

## Історія
Під час проведення операції «Вісла» в період 21-25.06.1947 року з Янок було вивезено на «землі відзискані» (Вармінсько-Мазурське воєводство, Західнопоморське воєводство, Нижньосілезьке воєводство, Любуське воєводство) 16 людей української національності, залишилося 354 людей національності польської. 
У 1975-1998 роках село належало до Замойського воєводства.

## Демографія
Демографічна структура станом на 31 березня 2011 року:
|          | Загалом | Допрацездатний вік | Працездатний вік | Постпрацездатний вік |
| -------- | ------- | ------------------ | ---------------- | -------------------- |
| Чоловіки | 146     | 25                 | 101              | 20                   |
| Жінки    | 124     | 20                 | 69               | 35                   |
| Разом    | 270     | 45                 | 170              | 55                   |